# Ермолова, Ирина Владимировна
Ири́на Влади́мировна Ермо́лова (род. 24 марта 1969, Соликамск, СССР) — российская театральная актриса, заслуженная артистка Российской Федерации, лауреат премий Свердловского отделения СТД РФ.

## Биография
Родилась 24 марта 1969 года в Соликамске Пермской области в семье потомков раскулаченных крестьян (по материнской линии).
В 1990 году окончила с отличием Свердловский государственный театральный институт (курс Владимира Марченко). Работала в Кировском драматическом театре, Каменск-Уральском муниципальном театре драмы.
В 1994 году дебютировала на сцене Свердловского театра драмы в роли Глафиры в спектакле «Волки и овцы» по А. Островскому. С конца 90-х была задействована в постановках Николая Коляды на малой сцене Драмы.
В 2005 году Ермолова начала сотрудничество с Коляда-театром, продолжавшееся более десяти лет.
Семья: замужем за режиссёром Александром Ваховым, двое сыновей.

## Творчество
Ермолова — актриса универсальная, способная, кажется, играть всё или почти всё. По внешним данным, по стати и голосу — идеальная героиня для русской драматургии и прозы. Чего и переиграла немало: Негина и Кабаниха, Катерина Измайлова и Анфиса Громова из «Вдовьего парохода» — лишь малая часть.
 Но и западный репертуар Ермолова играет с блеском! Превращая в сценические победы не только героинь Шекспира и Уильямса, но и какую-нибудь совершеннейшую ерунду.
— Владимир Спешков, «Петербургский театральный журнал», сентябрь 2016

### Роли в театре

#### Свердловский театр драмы
- 1994 — «Волки и овцы» А. Островского — Глафира — реж. Александр Поламишев
- 1996 — «Замок Броуди» А. Кронина — Нэнси — реж. Александр Коробицын
- 1996 — «Много шума из ничего» У. Шекспира — Маргарита — реж. Юрий Жигульский
- 1996 — «Таланты и поклонники» А. Островского — Негина — реж. А. Любимов
- 1997 — «Русская народная почта» О. Богаева — Чапаев — реж. Николай Коляда
- 1998 — «Гарольд и Мод» К. Хиггинса — Роз д`Оранж, Арлекин — реж. Владимир Гурфинкель
- 1999 — «Яма» А. Куприна — Вера — реж. Владимир Гурфинкель
- 1999 — «Уйди-уйди» Н. Коляды — Анжелика — реж. Николай Коляда
- 1999 — «Идеальный муж» О. Уайльда — Леди Чилтерн — реж. А. Кац
- 1999 — «Нахлебник» И. Тургенева — Елецкая — реж. Владимир Гурфинкель
- 2000 — «Привидения» Г. Ибсена — Регина — реж. И. Можайский
- 2000 — «Ромео и Джульетта» У. Шекспира — Джульетта — реж. Николай Коляда
- 2001 — «Леди Макбет Мценского уезда» Н. Лескова — Катерина Измайлова — реж. Валерий Пашнин
- 2002 — «Полонез Огинского» Н. Коляды — Таня — реж.Николай Коляда
- 2002 — «Канотье» Н. Коляды — Катя — реж. Николай Коляда
- 2003 — «Репортаж из Тараскона» О. Данилова, по мотивам произведения А. Доде «Тартарен из Тараскона» — Виолетта — реж. Д. Астрахан
- 2002 — «Он, она, окно, покойник» Р. Куни — Гледис — реж. Николай Попков
- 2004 — «The Playboy, или Удалой молодец — гордость Запада» Дж. Синга — Вдова Куин — реж. Владимир Рубанов
- 2005 — «Рио-Рита» А. Клавдина — Галина — реж. Владимир Рубанов
- 2005 — «Странная миссис Сэвидж» Дж. Патрика — Лили-Бэлл — реж. Евгений Ланцов
- 2005 — «ФАУСТ навсегда» А. Застырца — Алла Недодамова — реж. Владимир Рубанов
- 2006 — «Завтра было вчера» по пьесе Э. Олби «Все кончено» — Любовница — реж. Евгений Ланцов
- 2007 — «Кабала святош» М. Булгакова — Мариетта Риваль — реж. Владимир Рубанов
- 2007 — «Миллион в брачной корзине» Д. Скарначчи и Р. Тарабузи — Илона Чибор — реж. Валерий Пашнин
- 2007 — «Торжество любви» П. Мариво — Корина — реж. Владимир Агеев
- 2007 — «Пигмалион» Б. Шоу — Миссис Пирс — реж. Александр Исаков
- 2008 — «Бал воров» Ж. Ануй — леди Хэф — реж. Александр Исаков
- 2008 — «Месье Амилькар или Человек, который платит» И. Жамиака — Элеонора — реж. Владимир Шапиро
- 2009 — «Ханума» А. Цагарели — Ханума — реж. Александр Исаков
- 2010 — «Вдовий пароход» И. Грековой — Анфиса Громова — реж. Андрей Русинов
- 2010 — «Иван IV Грозный» А. Толстого — Мария Годунова — реж. Александр Исаков
- 2011 — «Обыкновенная история» И. Гончарова — Елизавета Александровна — реж. Андрей Русинов
- 2011 — «Гроза» А. Островского — Кабаниха — реж. Дмитрий Касимов
- 2011 — «Дикарь» А. Касона — тётя Анхелина — реж. Александр Исаков
- 2013 — «Ромео и Джульетта» У. Шекспира — леди Капулетти — реж. Владимир Золотарь
- 2014 — «Доходное место» А. Островского — Фелисата Герасимовна Кукушкина — реж. Владимир Мирзоев
- 2015 — «Зойкина квартира» М. Булгакова — Зоя Денисовна Пельц — реж. Владимир Панков
- 2016 — «Филумена Мартурано» Э. Де Филиппо — Филумена Мартурано — реж. Олег Гетце
- 2017 — «На всякого мудреца довольно простоты» А. Островского — Софья Игнатьевна Турусина — реж. Анатолий Праудин
- 2018 — «Железнова Васса Мать» М. Горького — Васса Петровна Железнова — реж. Уланбек Баялиев
- 2018 — «Чайка» А. Чехова — Ирина Николаевна Аркадина — реж. Григорий Козлов
- 2020 — «Визит старой дамы» Ф. Дюрренматта — Клара Цаханасьян — реж. Егор Равинский
- 2021 — «Пролетая над гнездом кукушки» К. Кизи — Милдред Рэтчед — реж. Дмитрий Зимин
- 2023 — «Измена» Л. Зорина — Зара Петровна Рафаэлева — реж. Владимир Панков

#### «Коляда-театр»
- 2005 — «Ревизор» Н. Гоголя — Марья Антоновна — реж. Николай Коляда
- 2005 — «Тутанхамон» Н. Коляды — Тамара — реж. Николай Коляда
- 2005 — «Амиго» Н. Коляды — Нина — реж. Николай Коляда
- 2006 — «Землемер» Н. Коляды — Раиса — реж. Николай Коляда
- 2007 — «Король Лир» У. Шекспира — Гонерилья — реж. Николай Коляда
- 2007 — «Гамлет» У. Шекспира — Гертруда — реж. Николай Коляда
- 2008 — «Группа ликования» Н. Коляды — Лидия Дешёвых — реж. Николай Коляда
- 2009 — «Трамвай „Желание“» Т. Уильямса — Бланш Дюбуа  — реж. Николай Коляда
- 2009 — «Вишнёвый сад» А. Чехова — Аня, Варя — реж. Николай Коляда
- 2010 — «Два плюс два» Н. Коляды — Наталья — реж. Николай Коляда
- 2011 — «Борис Годунов» А. Пушкина — Марина Мнишек — реж. Николай Коляда
- 2011 — «Баба Шанель» Н. Коляды — Роза Николаевна — реж. Николай Коляда
- 2012 — «Маскарад» М. Лермонтова — баронесса Штраль — реж. Николай Коляда
- 2012 — «Большая советская энциклопедия» Н. Коляды — Вера — реж. Николай Коляда
- 2012 — «Уроки сердца» И. Васьковской — Валя, Лариса — реж. Николай Коляда
- 2012 — «Концлагеристы» В. Шергина — Татьяна — реж. Александр Вахов
- 2014 — «Скрипка, бубен и утюг» Н. В. Коляды — Ольга, буфетчица — реж. Николай Коляда
- 2015 — «Кошка на раскалённой крыше» Т. Уильямса — Мегги — реж. Николай Коляда
- 2015 — «Ричард III» У. Шекспира — Леди Анна — реж. Николай Коляда

#### Камерный театр
- 1998 — «Каменный цветок» по сказу П. Бажова — Медной горы Хозяйка — реж. Вячеслав Анисимов
- 2002 — «Алые паруса» по повести А. Грина — Лилиан Грей — реж. Вячеслав Анисимов
- 2006 — «Дядя Ваня» А. Чехова — Елена Андреевна — реж. Евгений Ланцов[2]

#### Кировский областной  драматический театр имени С. М. Кирова
- 1991 — «Не верь глазам своим» Ж.-Ж. Брикера, М. Ласега — Жасант — реж. Владимир Мочалов

### Фильмография
- 2004 — К вам пришёл ангел — эпизод — реж. Николай Глинский
- 2006 — Дело было в Гавриловке — жена майора Завьялова — реж. Виктор Кобзев, Владимир Рубанов
- 2008 — Дело было в Гавриловке-2 — жена майора Завьялова — реж. Виктор Кобзев
- 2010 — Легенда острова Двид — мама Женьки — реж. Анарио Мамедов
- 2011 — Важняк — Оксана — реж. Илья Хотиненко
- 2014 — Белые ночи почтальона Алексея Тряпицына — Ирина — реж. Андрей Кончаловский
- 2014 — Ангелы революции — мать Анны — реж. Алексей Федорченко
- 2018 — Как я стал… — Лида — реж. Павел Мирзоев
- 2020 — Картонная пристань — Эльвира Плещёва — реж. Кирилл Котельников
- 2023 — Территория (2 сезон) — Елена Витальевна Костырева — реж. Д. Гарипов
- 2023 — Мама будет против — Вера Львовна — реж. А. Румынский

### Озвучивание
- 2008 — Герасим и компания — Барыня — реж. Григорий Малышев
- 2012 — Небесные жёны луговых мари — великанша Овда — реж. Алексей Федорченко
- 2013 — Анина — директор школы — реж. Альфредо Содергуит (Уругвай)

## Признание и награды
- 2001 — специальная премия Екатеринбургского отделения СТД РФ «За яркое воплощение современной темы» по итогам конкурса и фестиваля «Браво!» — 2000 за исполнение роли Анжелики в спектакле «Уйди-уйди!» по пьесе Н. Коляды;
- 2001 — приз в номинации «Надежда» на фестивале «Театр без границ» в Магнитогорске за исполнение роли Джульетты в спектакле «Ромео и Джульетта» Н. Коляды;
- 2002 — номинант на премию «Золотая Маска», номинация «Лучшая женская роль» за спектакль «Ромео и Джульетта» Н. Коляды;
- 2003 — лауреат конкурса и фестиваля «Браво!» — 2002 за лучший актёрский дуэт с Олегом Ягодиным в спектакле «Ромео и Джульетта» Н. Коляды;
- 2006 — специальная премия конкурса и фестиваля «Браво! — 2005» за лучший женский образ в пьесе «Амиго» Н. Коляды;
- 2005 — Лауреат премии губернатора Свердловской области за выдающиеся достижения в области литературы и искусства[3] за роль Тамары в спектакле «Тутанхамон» Н. Коляды;
- 2007 — лауреат Акции по поддержке Российских театральных инициатив под патронажем Совета при Президенте РФ по культуре и искусству;
- 2009 — награждена знаком отличия Свердловской области «За заслуги перед Свердловской областью» III степени;
- 2010 — лауреат конкурса и фестиваля «Браво!» — 2009 в номинации «Лучшая роль в драматическом театре» за роль Бланш Дюбуа в спектакле «Коляда-театра» "Трамвай «Желание»;
- 2010 — номинант на премию «Золотая Маска», номинация «Лучшая женская роль в драматическом театре» за роль Бланш Дюбуа в спектакле «Трамвай „Желание“» Н. Коляды;
- 2010 — лучшая женская роль на фестивале «Ново-Сибирский транзит» за роль Бланш Дюбуа в спектакле Н. Коляды "Трамвай «Желание»[4];
- 2010 — лауреат премии губернатора Свердловской области за выдающиеся достижения в области литературы и искусства[3] за роль Ханумы в одноимённом спектакле Свердловского театра драмы;
- 2011 — «Лучший дуэт в драматическом театр» на конкурсе и фестивале «Браво!» — 2010 (г. Екатеринбург) — Ирина Ермолова и Вера Цвиткис в спектакле «Два плюс два» «Коляда-театра»[5],[6];
- 2012 — лауреат «Браво!» в специальной номинации «За многогранность актёрского мастерства» за роль Кабанихи в спектакле «Гроза» А.Островского Свердловского театра драмы (режиссёр Д. Касимов) и за роль Марины Мнишек в спектакле «Борис Годунов» А. Пушкина «Коляда-театра» (режиссёр Н. Коляды)[7];
- 2015 — лауреат премии губернатора Свердловской области за выдающиеся достижения в области литературы и искусства[3];
- 2019 — лауреат премии губернатора Свердловской области за выдающиеся достижения в области литературы и искусства[3] за спектакль «Чайка»;
- 2019 — премия «Верю!» II летнего фестиваля губернских театров «Фабрика Станиславского»[3] — «Лучшая женская роль» за роль Аркадиной в спектакле «Чайка» Григория Козлова;
- 2020 — медаль ордена «За заслуги перед Отечеством» II степени (8 июня 2020 года) — за большой вклад в развитие отечественной культуры и искусства, многолетнюю плодотворную деятельность[8].